# 威廉·冯·施拉姆
威廉·冯·施拉姆（1898年4月20日—1983年12月27日）是一位德国军官、记者和军事作家，主要作品有《克劳塞维茨传》（Clausewitz. Leben und Werk）等。